# Farmack Motor Car Company
Farmack Motor Car Company war ein US-amerikanischer Hersteller von Automobilen.

## Unternehmensgeschichte
Albert J. Farmer hatte bereits bei Smith & Mabley Manufacturing Company, Rainier Motor Car Company und Northway Motors Corporation Erfahrungen im Automobilbau gesammelt. M. M. McIntyre war vorher bei Coey Motor tätig. Zusammen gründeten sie im Mai 1915 das Unternehmen in Chicago in Illinois. Sie begannen im ehemaligen Werk der Staver Carriage Company mit der Produktion von Automobilen. Der Markenname lautete Farmack. Der Absatz lief zunächst gut.
1916 fand Farmer weitere Investoren aus Chicago, die allerdings mit dem Namen Farmack nicht zufrieden waren. Eine Reorganisation führte zur Drexel Motor Corporation in der gleichen Stadt.

## Fahrzeuge
Das einzige Modell hatte einen selbst entwickelten und hergestellten Vierzylindermotor mit OHC-Ventilsteuerung. Er leistete 20 PS. Das Fahrgestell hatte 310 cm Radstand. Zur Wahl standen ein zweisitziger Roadster, ein ebenfalls zweisitziges Cabriolet und ein fünfsitziger Tourenwagen.